# Roman Protassevitch
Raman Pratassievitch
Roman Dmitrievitch Protassevitch (en russe : Роман Дмитриевич Протасевич ; en biélorusse : Раман Дзмітрыевіч Пратасевіч, Raman Dzmitryievitch Pratassievitch), né le 5 mai 1995 à Minsk, est un journaliste biélorusse. Ancien militant de l'opposition au régime d'Alexandre Loukachenko, il a été prisonnier politique pendant plusieurs années avant d’être gracié en mai 2023. Il est l'ancien rédacteur en chef de la chaîne Telegram Nexta.

## Biographie

### Naissance et jeunesse
Roman Protassevitch est né le 5 mai 1995. Jeune militant de l'opposition au pouvoir biélorusse, il a participé à des manifestations au début des années 2010,. L'une entre elles, en 2011, lui a valu d'être renvoyé de l'établissement où il était élève. Il a co-administré jusqu'en 2012 un groupe anti-Loukachenko revendiquant 37 000 utilisateurs sur le réseau social VKontakte, date à laquelle le groupe a été piraté par les autorités.

### Études et débuts
Dans une vidéo qu’il a publiée en ligne, Roman Protassevitch déclare qu’après sa détention lors de la manifestation silencieuse du 13 juillet [Quand ?], il a été expulsé de son université (la BNTU) puis est parti de chez ses parents en raison de divergences d’opinion avec eux.
En 2017, il est accusé d'avoir participé à un événement non autorisé à Kourapaty et est arrêté, mais il réussit à prouver au juge qu'il passait un examen ce jour-là. Bien qu'il n'ait pas le diplôme, il a travaillé pour des médias biélorusses en tant que journaliste. En mars 2019, il est photographe pour Euroradio.fm et couvre la rencontre du chancelier autrichien Sebastian Kurz et du Premier ministre biélorusse Sergueï Roumas à Minsk. Grâce au support apporté par le Vaclav Havel Journalism Fellowship, une fondation tchèque qui soutient le journalisme et la liberté d'expression, il a également travaillé à Prague pour l'édition biélorusse de la radio Radio Free Europe,. En 2019, Protassevitch s'exile en Pologne ; il y demande l'asile politique en janvier 2020, mais la procédure n'aboutit pas, en raison de quiproquos administratifs lors de la période de confinement due à la pandémie de Covid-19,,. Il s'installe ensuite en Lituanie.

### Guerre du Donbass
Selon la BBC, les autorités biélorusses présentent Protassevitch comme un « extrémiste proche de l'extrême droite ». Le journal d'État biélorusse, Belarous Segodnia (en), indique que Protassevitch était un mercenaire qui se « battait en Ukraine de l'Est avec le régiment nationaliste Azov »,. En 2020, Protassevitch déclare quant à lui dans une interview sur NEXTA qu'il a passé une année en Ukraine comme journaliste pour couvrir la guerre du Donbass et qu'il y a été blessé,,. Selon la BBC, cette dernière version est confirmée par un ancien commandant du régiment Azov, qui indique que Protassevitch a été blessé alors qu'il couvrait le conflit en tant que journaliste,. Selon France info : « Le journaliste a confirmé s'être rendu en Ukraine durant la guerre du Donbass ; une vidéo publiée par une chaîne indépendante en 2015 atteste qu'il a été blessé. Mais il n'apparaît pas en tenue de combat sur les images. Quant à ses articles, aucun ne laisse transparaitre une rhétorique d'extrême-droite ». Oleksiy Kuzmenko, du groupe d'enquête Bellingcat pense qu'il est probablement le tireur sur la couverture du magazine « Black Sun » du régiment Azov de juillet 2015. Kuzmenko déclare également qu'il existe une vidéo de Hromadske.TV de 2015 dans laquelle la description fait référence à un volontaire blessé du bataillon Azov et la seule personne blessée dans la vidéo est probablement Protassevitch.
Selon la BBC, un combattant du régiment Azov, utilisant le pseudonyme de « Kim », a publié des interviews en 2015, et une photographie identifiant ce combattant est identique à celle des médias d'État, selon laquelle Protassevitch était là en tant que militant. Le journal britannique a déclaré que « les preuves semblent montrer que « Kim » et Roman Protassevitch sont le même homme, bien que la question de savoir si cette personne était engagée dans un combat actif, comme le prétendent les autorités biélorusses, est toujours contestée et n'a pas été confirmé de manière indépendante ».

### Journalisme en exil
À partir de 2020, Protassevitch dirige la chaîne Telegram Nexta avec son co-créateur Stepan Poutilo,. En août 2020, après que les autorités biélorusses ont tenté de désactiver l'accès à Internet pendant l'élection présidentielle de 2020, Nexta devient l'une des principales sources d'information sur les manifestations contre la réélection d'Alexandre Loukachenko et commence à les coordonner. La chaîne compte alors près de 800 000 nouveaux abonnés en une semaine.
Le 5 novembre 2020, Protassevitch et Poutilo sont accusés d'organisation d'émeutes de masse (article 293 du code pénal biélorusse), de troubles graves à l'ordre public (article 342) et d'incitation à l'inimitié sociale fondée sur l'appartenance professionnelle (article 130, partie 3). Le 19 novembre 2020, le KGB biélorusse les place sur la liste des « individus impliqués dans des activités terroristes »,,. Dans un tweet du 23 mai 2021, Svetlana Tikhanovskaïa, meneuse de l'opposition biélorusse en exil, déclare qu'en raison de ces accusations, Protassevitch risque la peine de mort en Biélorussie,. Selon d'autres sources, les charges retenues contre lui, sans aller jusqu'à l'exécution, pourraient entraîner jusqu'à 15 ans d'emprisonnement,.
En 2020, Nexta est déclarée extrémiste et est interdite par le gouvernement. En septembre 2020, Protassevitch quitte la chaîne, et, le 2 mars 2021, il annonce qu'il commence à travailler pour la chaîne Telegram « @belamova » anciennement éditée par un blogueur emprisonné, Ihar Lossik (en).
Le 23 mai 2021, alors qu'il est encore en Grèce avec sa compagne, il fait part de ses craintes à un collègue, Franak Viatchorka : il pense être suivi dans l'aéroport d'Athènes. Un homme russophone, derrière lui lors de l'enregistrement, tente d'obtenir une photographie de ses documents de voyage, puis sort alors que vient son tour.
Selon Viatchorka, Protassevitch, en tant que journaliste, est devenu un « ennemi personnel de Loukachenko » pour avoir publié des photos et des vidéos sur les manifestations, la torture dans les prisons et les conditions de détention. Il affirme : « il était l'une des personnalités les plus éminentes pour parler des horribles violations des droits de l'homme. Je pense que ce que nous avons vu aujourd'hui, c'était leur revanche, la vengeance personnelle de Loukachenko contre Roman ».

## Déroutement du vol Ryanair 4978 et arrestation

### Déroutement du vol
Le 23 mai 2021, le vol Ryanair 4978 (Athènes-Vilnius), transportant Roman Protassevitch et 171 autres passagers, est détourné vers l'aéroport international de Minsk,. La raison officielle donnée pour ce détournement serait la présence d'une bombe à bord, les autorités biélorusses expliquant avoir reçu un e-mail du mouvement palestinien Hamas menaçant le vol de Ryanair,. Le détournement est toutefois présenté aux autorités aéroportuaires lituaniennes comme étant dû, non à une alerte à la bombe, mais à un conflit entre un passager et un membre d'équipage ; selon les passagers, aucun incident n'a cependant eu lieu avant le détournement de l'avion. Bien que l'avion soit alors plus proche de Vilnius, le président biélorusse Alexandre Loukachenko, selon son service de presse, a personnellement ordonné de rediriger l'avion vers Minsk. Selon le représentant de Ryanair cité par Novaïa Gazeta, c'est le contrôle de la circulation aérienne biélorusse qui a annoncé la menace à l'équipage de l'avion et leur a commandé de changer de cap pour Minsk. Aucune bombe ne sera trouvée à bord : selon Amnesty international, il est évident qu'il s'agissait d'une fausse alerte et que l'incident a eu lieu « dans le seul but apparent de détenir un journaliste critique en exil dont (les autorités) souhaitaient vivement le silence »,.
Selon le témoignage de passagers, à l'annonce de l'atterrissage de l'avion en Biélorussie, Protassevitch prend peur et explique qu'il est exilé et risque la peine de mort si l'avion se pose à Minsk. Il confie ensuite des affaires personnelles à sa compagne, puis se résigne,.
À Minsk, Protassevitch est sorti de l'avion[réf. nécessaire] et arrêté. L'ayant accompagné pendant le vol, sa petite amie, Sofia Sapega, étudiante russe en droit à l'Université européenne des humanités, en Lituanie, est également arrêtée. Plusieurs autres passagers sont descendus de l'appareil à Minsk, sans remonter à bord pour Vilnius, ce qui alimente la thèse qu'il s'agirait de membres de services secrets au service de la Biélorussie.
L'arrestation de Protassevitch est menée par deux policiers. Quelques mois après l'arrestation, l'un d'entre eux s'avère être un agent du GUBOPiK (service de sécurité d'État de Biélorussie) qui avait contacté le groupe des jeunes activistes en septembre 2020 et qui avait progressivement gagné leur confiance.

### Détention
Alors que des rumeurs le disent hospitalisé dans un état grave à Minsk pour des « problèmes cardiaques », quelques heures après son arrestation, Roman Protassevitch, détenu dans la maison d'arrêt n°1, dans la capitale, apparaît lors d'une courte vidéo diffusée à la télévision d'État biélorusse dans laquelle il déclare « collaborer avec les enquêteurs », être bien traité, et notamment être « passé aux aveux concernant l'organisation de troubles massifs ». Des médias évoquent une « confession forcée » et un visage marqué par des ecchymoses, ce que corrobore son père Dimitri Protassevitch,,. Poursuivi par la justice de son pays, le journaliste, âgé de 26 ans, encourt une peine allant de 15 ans de prison à la condamnation à mort, ayant été inscrit par le KGB sur la liste des « individus impliqués dans des activités terroristes ».
Le 3 juin 2021, la chaîne publique biélorusse ONT diffuse un entretien de Roman Protassevitch réalisé pendant sa détention,. Menotté, celui-ci critique l'opposition biélorusse, déclare regretter ses activités politiques passées et fait l'éloge du président Loukachenko,. Plusieurs pays européens et ONG dénoncent une interview effectuée sous la contrainte et Svetlana Tikhanovskaïa déclare que « toutes les vidéos de ce genre sont tournées sous la pression. Il ne faut même pas prêter attention à ces mots, car ils sont dits après la torture… La tâche des prisonniers politiques est de survivre »,.
Il est placé en résidence surveillée  avec sa compagne russe Sofia Sapega à partir du 25 juin 2021.
Le 3 mai 2023, il est condamné à huit ans de prison par les juridictions biélorusses. Toutefois, il fait l'objet d'une grâce le 22 mai 2023. Sa compagne Sofia Sapega, de nationalité russe, est condamnée à 6 ans d'emprisonnement en 2022 et demeure incarcérée, jusqu'à ce qu'elle soit finalement graciée le 7 juin 2023. Roman Protassevitch est néanmoins contraint de rester en Biélorussie, sous la surveillance et la pression constantes des autorités biélorusses,. 

### Réactions
L'opposante Svetlana Tikhanovskaïa appelle à sa libération immédiate et à une enquête sur l'incident par l'Organisation de l'aviation civile internationale (OACI).
Le jour même, Amnesty International appelle à sa libération immédiate et affirme que Protassevitch devrait être autorisé à quitter la Biélorussie et à se rendre dans le pays de son choix. La porte-parole de l'ONG ajoute que « l'Union européenne et le reste du monde doivent réagir sans tarder et demander la libération immédiate de Roman Protassevitch ».
L'avocat ukrainien spécialiste du droit aérien Andreï Gouk suggère que l'interception par l'avion militaire et la redirection de l'avion vers un aéroport plus éloigné auraient pu compromettre la sécurité des passagers et de l'équipage. Il note également que l'annexe 2 de la Convention de Chicago considère l'interception d'avions civils par des avions militaires comme un tout dernier recours, alors qu'au contraire, l'appareil militaire biélorusse a décollé immédiatement.
Le docteur Gleb Bogouch, professeur associé à l'École des hautes études en sciences économiques russe, déclare également que la mise en scène d'une alerte à la bombe et l'interception de l'avion par les autorités biélorusses auraient pu mettre en danger les passagers et l'équipage, et que l'appréciation juridique de l'affaire devrait être effectuée à l'aune de la Convention de Chicago et de la Convention de Montréal de 1971. Il qualifie également la situation de « précédent très dangereux ».
Le 31 mai 2021, le commissaire européen Thierry Breton dénonce un « acte de piraterie d'État », en ajoutant que l'UE prononcerait des sanctions économiques à l'encontre de la Biélorussie.

### Conséquences
Le 24 mai, l'Union européenne décide de fermer son espace aérien aux avions biélorusses, demande la libération immédiate de Roman Protassevitch et Sofia Sapega, ainsi qu'une enquête sur l'incident, et envisage de nouvelles sanctions contre des responsables. Plusieurs types de mesures ont été décidées telles que des sanctions économiques sectorielles, ou encore la mise à jour de la liste noire de personnes et entités sur la base du cadre existant (où figure déjà le président biélorusse Loukachenko).